# Husne Ara Shahed
Husne (Hosne) Ara Shahed (en bengalí: হোসনে আরা শাহেদ) es una escritora, ensayista, poeta, educacionista.is, y novelista bangladesí.
Es exdirectora de Escuela y Colegio de Niñas Sher-e-Bangla de Daca.

## Personal
Ara está casada con A. F. Shahed Ali; y, tienen dos varones y una mujer.

### Libros
Su historia Sarojinir Chhabi es enseñado como un texto, en el Departamento de Idiomas Modernos de India & Estudios Literarios (bengalí), de la Universidad de Delhi.
| Año  | Título                                              | Editor                                             |
| ---- | --------------------------------------------------- | -------------------------------------------------- |
| 1977 | চলমান দিন (Día en curso)                              | Bangladesh Books International                     |
| 1978 | নিহত আগুন্তুক (Asesinado ajeno)                         | Wari Book Centre                                   |
| 1980 | বৈরী সমাজ (Sociedad hostil)                            | Wari Book Centre                                   |
| 1986 | গিন্নীর ডাইরি (Diario de una ama de casa)                | Boighar                                            |
| 1986 | জীবন থেকে (De la vida)                                 | Naoroj                                             |
| 1988 | ডায়নার ছেলে, সোনাভানের মেয়ে (Hijo de Daina, hija de Sonabhan) | Palak                                              |
|      | স্মৃতিময় ঢাকা বিশ্ববিদ্যালয় (Memorable Universidad de Daca)   | Asociación de Ex Alumnos de la Universidad de Daca |
|      | প্রবন্ধ সংকলন (Colección de ensayos)                   | Chandrabati Academy                                |
| 2008 | বাংলাদেশের শিক্ষাব্যবস্থা (Sistema educativo de Bangladés)     | Suchipatra                                         |
|      | শাড়ি (Sari)                                           | Academia Bangla                                    |
| 2008 | বাংলাদেশের মুক্তিযুদ্ধ (Guerra de liberación de Bangladés)    | Suchipatra                                         |
|      | মরু ঝরনা (Fuente del desierto)                        |                                                    |

### Libros editados
- Dhaka University in the Nineties, Unforgettable Dhaka University (Universidad de Daca en los años noventa, inolvidable Universidad de Daca), publicó Dhaka University Alumni Association, en febrero de 2006.

- মুক্তিযুদ্ধের শতগল্প (Siglos de la Guerra de Liberación) (en bengalí) (publicó Globe library, en 2001.[12]

### Artículos y cuentos
- «Scientist, academic and litterateur Abdullah Al-Muti Shorfuddin». Daily Jai Jai Din (en bengalí). 30 de noviembre de 2012.

## Galardones
- Award of Bangladesh Lekhika Songho (1998)[13]

- Premios especiales del Departamento de Filosofía de la Universidad de Daca Asociación de exalumnos (2012)[14]

## Actividades sociales
- Miembro de Fideicomisario de Universidad Gono.[15][16]